# انامیزو، ایشیکاوا
انامیزو، ایشیکاوا (به لاتین: Anamizu, Ishikawa) یک سکونتگاه مسکونی در ژاپن است که در Hōsu District واقع شده‌است.

## خصوصیات
انامیزو ۱۰٬۱۹۳ نفر جمعیت دارد.